# Manae Feleu
Manae Feleu (* 3. Februar 2000 in Mâcon, Frankreich) ist eine französische Rugby-Union-Spielerin. Sie spielt auf der Position der Zweite-Reihe-Stürmerin für den französischen Verein FC Grenoble und die französische Rugby-Union-Nationalmannschaft.
Ihre Schwester Teani Feleu spielt ebenfalls für die französische Nationalmannschaft und den FC Grenoble.

## Biographie

### Jugend und Ausbildung
Manae Feleu wurde am 3. Februar 2000 in Mâcon geboren. Sie wächst auf der im Pazifik gelegenen Insel Futuna auf, wo sie im Alter von 11 Jahren das Rugby Spielen lernt. Im Alter von 14 Jahren entscheidet sie sich ihre Schulausbildung in Neuseeland fortzufahren, und schließ sich dort dem Havelock North Rugby Club an. Nach ihrem Schulabschluss beginnt sie ein Medizinstudium an der Universität von Grenoble und schließt sich dort dem FC Grenoble an.

### Nationalmannschaft
Manae Feleu gab ihr Debüt für die französische Nationalmannschaft am 14. November 2020 gegen England.
Im Frühjahr 2022 wurde sie in den Kader für das anstehende Women's Six Nations Turnier berufen.
Im Sommer desselben Jahres wurde sie von Thomas Darracq in den französischen Kader für die Rugby-Union-Weltmeisterschaft in Neuseeland berufen. In Folge der Weltmeisterschaft spielt sie sich auf ihrer Position fest und spielt 4 der 5 Spiele der Women's Six Nations 2023.
Im Herbst 2023 wird sie von Gaëlle Mignot et David Ortiz erstmals zur Kapitänin ihrer Nationalmannschaft ernannt.
Sie behielt diese Aufgabe auch für die Folgenden Ausgaben der Women's Six Nations 2024 und 2025.
Am Ende der Six Nations 2025 wurde sie als Spielerin des Turniers nominiert.

## Statistiken
| Jahr  | Wettbewerb        | Spiele | Punkte | Versuche |
| 2020  | Test matchs       | 1      | -      | -        |
| 2022  | Six Nations       | 1      | -      | -        |
| 2022  | Test matchs       | 1      | -      | -        |
| 2022  | Weltmeisterschaft | 2      | -      | -        |
| 2023  | Six Nations       | 4      | -      | -        |
| 2023  | WXV               | 3      | -      | -        |
| 2024  | Six Nations       | 5      | 5      | 1        |
| 2024  | Test matchs       | 1      | -      | -        |
| 2024  | WXV               | 3      | 5      | 1        |
| 2025  | Six Nations       | 5      | 5      | 1        |
| Total | Total             | 26     | 15     | 3        |

## Erfolge

### Mit der Nationalmannschaft
- Dritter Platz Rugby-Union-Weltmeisterschaft 2021